# Dia Mundial de la Lluita contra la Desertificació i la Sequera
El Dia Mundial de la Lluita contra la Desertificació i la Sequera és una celebració anual que es realitza cada 17 de juny per conscienciar i combatre la degradació dels sòls i les seues conseqüències. Va ser establert per l'Assemblea General de les Nacions Unides del 19 de desembre de 1994 (Resolució 49/115). El seus objectius creacionals són els de posar en acció mecanismes per a combatre la desertificació i l'erosió dels sòls i els impactes que se'n deriven, així com fomentar la consciència pública sobre el tema, especialment en aquells països afectats ja sigui per greus sequeres, per desertificació, o per ambdues, en particular a l'Àfrica.

## Temes anuals
Cada any s'escull un tema diferent exposant diverses maneres per a prevenir els efectes de la desertificació i com recuperar-se dels impactes produïts per la sequera arreu del món.
- 2003: Any Internacional dels Deserts i la Desertificació
- 2004: Dimensions socials de la desertificació: Migració i pobresa
- 2005: Dones i desertificació
- 2006: La bellesa dels deserts - El repte de la desertificació
- 2007: Desertificació i Canvi Climàtic - Un repte global
- 2008: Combatre la degradació dels sòls per a una agricultura sostenible
- 2009: Conservar la terra i l'energia = Assegurar el nostre futur comú
- 2010: Millorar els sòls en un lloc millora la vida a tot arreu
- 2011: Els boscos mantenen actives les terres seques
- 2012: Els sòls saludables sostenen la teva vida: evitem la degradació de la terra
- 2013: No deixis que el nostre futur s'assequi
- 2014: La terra és el nostre futur, protegim-la del Canvi Climàtic
- 2015: Invertim en sòls sans
- 2016: Protegir el Planeta. Recuperar la terra. Participació de la gent
- 2017: La connexió entre la degradació del sòl i la migració
- 2018 - El sòl té un valor real. Inverteix-hi
- 2019: Fem créixer el futur plegats
- 2020: Aliments. Farratges. Fibres